# Lista de museus de Salvador
Esta é uma lista de museus de Salvador. Essas instituições museológicas apresentam a cultura e a história de Salvador, como também parte das histórias e das culturas da Bahia e do Brasil. Algumas estão instalados em construções históricas (incluindo muitas no próprio Centro Histórico da cidade) e boa parte não possui cobrança para o acesso. Seus acervos têm temas diversos e são compostos por pinturas, esculturas, fotografias, poemas, máscaras, instrumentos musicais e outras manifestações artísticas. A maioria dos museus de Salvador abriga coleções permanentes e mostras itinerantes.
Os museus soteropolitanos integram a rede museológica da Bahia e funcionam como opções de lazer e atividades culturais para soteropolitanos (moradores) e como atrações turísticas para os visitantes. Nesse sentido, eles compõe as estratégias das políticas de turismo dos governos, como também grande parte deles é administrada pela Diretoria de Museus (DIMUS) do Instituto do Patrimônio Artístico e Cultural do Estado da Bahia (IPAC). Dessa forma, em 2017, os museus no Centro Histórico ficaram abertos aos fins de semana, numa iniciativa da Prefeitura denominada "Portas Abertas", inserida na programação cultural do "Pelourinho Dia e Noite".
A museóloga Joana Flores analisou as exposições de longa duração dos museus de história da cidade e concluiu que as mulheres negras são representadas quase sempre na condição de escravizadas nas obras, dentre outras conclusões expostas no livro Mulheres Negras e Museus de Salvador: Diálogo em Branco e Preto, lançado em 2017.
Sobre os museus ainda, Salvador se destaca por ter sediado o I Encontro Ibero-americano de Museus, entre os dias 26 a 28 de junho de 2007, do qual resultou a Declaração da Cidade de Salvador. Este documento constituiu referência para a museologia internacional, ao passo em que foi aprovada posteriormente pelos governos ibero-americanos com finalidade de possibilitar cooperação entre os museus e de percebê-los como agentes de mudança e desenvolvimento e também fundamentais para melhora e preservação do patrimônio cultural, da diversidade e da memória dos povos ibero-americanos.
| Imagem                              | Instituição                                                                 | Localização                                | Caráter da instituição            | Fundação | Tipologia                                   |
| ----------------------------------- | --------------------------------------------------------------------------- | ------------------------------------------ | --------------------------------- | -------- | ------------------------------------------- |
|                                     | Casa de Ruy Barbosa                                                         | Centro                                     | Privado                           |          | Acervo biográfico                           |
| Fundação Jorge Amado                | Fundação Casa de Jorge Amado                                                | Pelourinho                                 | Privado sem fins lucrativos       |          | Acervo biográfico e artístico               |
|                                     | Fundação Pierre Verger                                                      |                                            |                                   |          |                                             |
|                                     | Museu do Instituto Geográfico e Histórico da Bahia (IGHB)                   | Praça da Piedade, Avenida Sete de Setembro |                                   |          | Acervo histórico, artístico e cultural      |
|                                     | Museu da Igreja de Nossa Senhora da Piedade                                 | Piedade                                    | Privado                           |          | Acervo histórico e artístico                |
|                                     | Igreja da Barroquinha                                                       | Barroquinha                                | Privado                           |          | Acervo histórico e artístico                |
| Memorial da Medicina da Bahia       | Memorial da Medicina Brasileira                                             | Terreiro de Jesus                          | Público federal, universitário    |          | Acervo histórico-científico                 |
|                                     | Memorial dos Governadores da Bahia                                          | Praça Municipal                            | Público estadual                  | 1986     | Acervo histórico-governamental              |
|                                     | Memorial Irmã Dulce (MID)                                                   | Roma                                       |                                   |          | [ 16 ]                                      |
| Museu Abelardo Rodrigues            | Museu Abelardo Rodrigues                                                    | Rua Marciel de Baixo, Pelourinho           |                                   |          | [ 17 ]                                      |
| Museu Afro-Brasileiro               | Museu Afro-Brasileiro (MAFRO)                                               | Terreiro de Jesus                          |                                   |          | [ 18 ]                                      |
|                                     | Museu Antropológico Estácio de Lima                                         |                                            |                                   |          |                                             |
|                                     | Museu Carlos Costa Pinto                                                    | Corredor da Vitória, Vitória               |                                   |          | [ 19 ]                                      |
| Museu da Cidade                     | Museu da Cidade                                                             | Rua Gregório de Mattos, Pelourinho         |                                   |          | Acervo artístico, cultural, biográfico      |
|                                     | Museu de Arqueologia e Etnologia da Universidade Federal da Bahia (MAE)     | Terreiro de Jesus                          |                                   |          | Acervo arqueológico                         |
|                                     | Museu de Arte da Bahia (MAB)                                                | Corredor da Vitória, Vitória               |                                   |          | Acervo artístico                            |
|                                     | Museu de Arte Moderna da Bahia (MAM-BA)                                     | Dois de Julho                              | Público estadual                  | 1969     | Acervo artístico                            |
|                                     | Museu de Arte Sacra (MAS/UFBA)                                              | Dois de Julho                              |                                   |          | Acervo artístico                            |
|                                     | Museu de Ciência e Tecnologia da Universidade do Estado da Bahia (MCT/UNEB) | Boca do Rio                                | Público estadual, universitário   | 1979     | Acervo científico                           |
|                                     | Museu Geológico da Bahia (MGB)                                              | Vitória                                    |                                   |          | Acervo científico                           |
|                                     | Museu Henriqueta Catharino                                                  |                                            |                                   |          |                                             |
|                                     | Museu Nacional da Cultura Afro-Brasileira (MuNCAB)                          | Pelourinho                                 | Público federal                   |          | Acervo artístico e cultural                 |
|                                     | Museu Náutico da Bahia                                                      | Barra                                      |                                   |          | Acervo aqueológico                          |
|                                     | Palacete das Artes                                                          | Rua da Graça, Graça                        | Público estadual                  |          | Acervo artístico                            |
| Museu Tempostal                     | Museu Tempostal                                                             | Pelourinho                                 | Público estadual                  |          | Acervo fotográfico e postal                 |
|                                     | Casa da Música da Bahia                                                     |                                            |                                   |          | Acervo artístico                            |
|                                     | Espaço Mário Cravo                                                          | Pituaçu                                    |                                   |          | [ 32 ]                                      |
|                                     | Casa do Benin                                                               |                                            | Público municipal                 |          | [ 33 ]                                      |
|                                     | Casa de Angola na Bahia                                                     | Praça dos Veteranos, Baixa dos Sapateiros  | Privado                           |          | Acervo cultural                             |
|                                     | Fundação Antônio Carlos Magalhães                                           | Praça da Sé                                | Privado                           |          | Acervo cultural                             |
|                                     | Centro de Memória da Bahia                                                  | Praça Municipal                            | Público estadual                  |          | Acervo histórico                            |
|                                     | Museu du Ritmo                                                              | Comércio, antigo Mercado do Ouro           | Privado (Carlinhos Brown)         |          | Acervo cultural-étnico, casa de espetáculos |
|                                     | Museu e Igreja São Francisco                                                | Largo do Cruzeiro                          | Privado                           |          | Acervo artístico                            |
|                                     | Museu do Mosteiro de São Bento                                              | Avenida Sete de Setembro, São Pedro        | Privado                           |          | Acervo artístico                            |
| Museu da Enfermagem Ana Nery        | Museu Nacional de Enfermagem Ana Nery (MUNEAN)                              | Rua João de Deus, Pelourinho               | Privado                           |          | Acervo científico                           |
|                                     | Núcleo do Museu do Cacau                                                    | Comércio                                   | Público estadual                  | 1983     | Acervo mobiliário                           |
|                                     | Museu For the Children                                                      | Patamares                                  | Privado                           |          | Acervo temático (infantil)                  |
| Museu Udo Knoff                     | Museu Udo Knoff de Azulejaria e Cerâmica                                    | Rua Frei Vincente, Pelourinho              | Privado                           | 1994     | Acervo artístico (cerâmica)                 |
|                                     | Museu da Sexualidade (GGB)                                                  | Pelourinho                                 | Privado                           | 1998     | Acervo temático (sexualidade)               |
|                                     | Museu da Santa Casa da Misericórdia                                         | Centro Histórico                           |                                   |          | [ 44 ]                                      |
|                                     | Museu da Música Brasileira                                                  | Pelourinho                                 | Privado                           |          | Acervo artístico musical                    |
| Museu da Gastronomia Baiana (SENAC) | Museu da Gastronomia Baiana (SENAC)                                         | Pelourinho                                 | Privado                           |          | Acervo temático (culinária baiana)          |
|                                     | Museu Arqueológico da Embasa                                                | Caixa d'Água                               | Público estadual, empresa pública | 2006     | Acervo histórico e arqueológico             |
|                                     | Memorial Mãe Menininha do Gantois                                           |                                            |                                   |          | [ 48 ]                                      |
|                                     | Museu dos Ex-Votos do Bonfim                                                |                                            |                                   |          | [ 49 ]                                      |
|                                     | Museu dos Ex-Combatentes do Exército                                        |                                            |                                   |          | [ 50 ]                                      |
| Museu Eugênio Teixeira Leal         | Museu Eugênio Teixeira Leal                                                 | Rua J. Castro Rabelo, Pelourinho           |                                   |          | [ 51 ]                                      |
|                                     | Casa dos Sete Candeeiros                                                    |                                            |                                   |          | [ 52 ]                                      |
|                                     | Casa das Coisas Antigas                                                     |                                            |                                   |          | [ 53 ]                                      |
|                                     | Museu da Associação Baiana de Imprensa                                      |                                            |                                   |          | [ 54 ]                                      |
|                                     | Museu e Igreja do Convento do Carmo                                         |                                            |                                   |          | [ 55 ]                                      |